# Kasztília-La Mancha

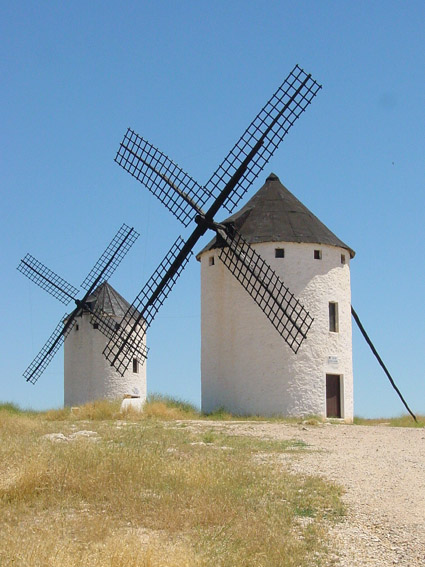
La Mancha tipikus szélmalmai a Campo de Criptana vidékén

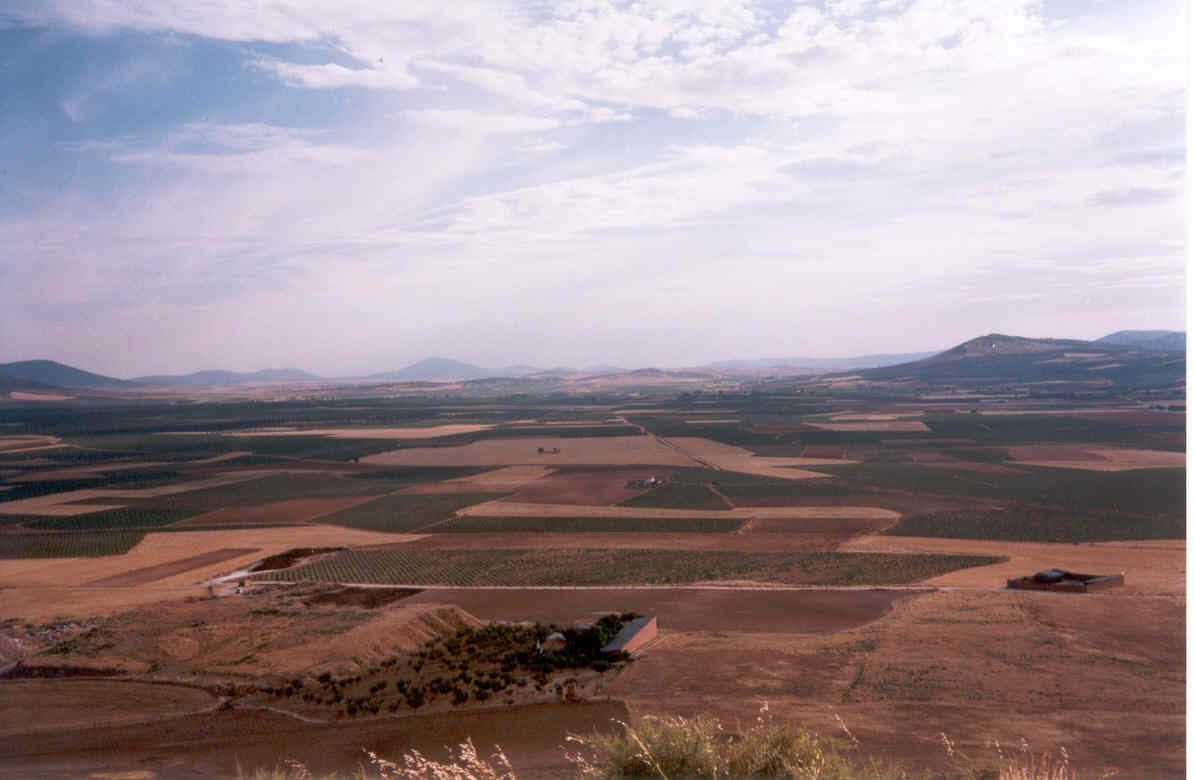
A Meseta Toledónál

Kasztília-La Mancha (spanyolul: Castilla-La Mancha IPA: [kasˈtiʎa laˈmanʧa]) autonóm közösség Spanyolország középső-keleti felében, a történelmi Új-Kasztília területén helyezkedik el. Nevét a La Mancha fennsíkról kapta, amely a móroktól származik: az al-mansa szikár területet jelent arabul.

## Közigazgatás

### Tartományok
Tartományainak (provincias) száma 5.
- Guadalajara (Provincia de Guadalajara), közigazgatási székhelye: Guadalajara
- Cuenca (Provincia de Cuenca), közigazgatási székhelye: Cuenca
- Toledo (Provincia de Toledo), közigazgatási székhelye: Toledo
- Ciudad Real (Provincia de Ciudad Real), közigazgatási székhelye: Ciudad Real
- Albacete (Provincia de Albacete), közigazgatási székhelye: Albacete

### Járások
Kasztília-La Mancha területén a következő járásokat (comarcas) találjuk, melyek a provinciák határaival nem minden esetben egyeznek meg, mivel történelmi hagyományok alapján léteznek:
Guadalajara tartomány járásai (4)
- La Serranía vagy Sierra Norte-Sigüenza
- Señorío de Molina-Alto Tajo
- La Alcarria, Cuencával és Madriddal megosztva
- La Campiña, Madriddal megosztva

Cuenca tartomány járásai (4)
- Serranía de Cuenca
- La Manchuela – Albacetével együtt
- La Mancha – Albacetével, Ciudad Reallal és Toledóval együtt
- La Alcarria, Guadalajarával és Madriddal együtt

Toledo tartomány járásai (8)
- Mesa de Ocaña
- La Sagra, Madriddal megosztva
- La Jara, Cáceresszel megosztva
- Montes de Toledo, Ciudad Reallal megosztva
- Valle del Tiétar, Ávilával megosztva
- Valle del Alberche, Madriddal megosztva
- La Mancha, Albacete, Ciudad Real és Cuenca tartományokkal megosztva
- Valle del Tajo

Ciudad Real tartomány járásai (6)
- Campo de Calatrava
- Montes del Guadiana o de Toledo, Toledóval megosztva
- Valle de Alcudia
- Campo de San Juan
- Campo de Montiel, Albacetével megosztva
- La Mancha, Albacete, Cuenca és Toledo tartományokkal megosztva

Albacete tartomány járásai (6)
- La Mancha, Ciudad Real, Cuenca és Toledo tartományokkal megosztva
- Sierra de Alcaraz y Campo de Montiel, Ciudad Reallal megosztva
- La Manchuela, Cuencával megosztva
- Campo de Hellín
- Sierra del Segura
- Corredor de Almansa

## Híres emberek
Építészet
- Alonso de Covarrubias (Torrijos, Toledo, 1488–1570)
- Francisco de Mora (Cuenca, 1553–1610)
- Francisco Jareño y Alarcón (Albacete, 1818–1892)
- Miguel Fisac (Daimiel, Ciudad Real, 1913–2006)
- Andrés de Vandelvira (Alcaraz, Albacete, 1509–1575)

Előadó művészet, filmművészet, televízió
- Sara Montiel (Campo de Criptana, Ciudad Real, 1928)
- Constantino Romero (Albacete, 1947)
- Pedro Almodóvar (Calzada de Calatrava, Ciudad Real, 1951)
- Mary Carrillo (Toledo, 1919)
- Esther Cañadas (Albacete, 1977)
- José Luis Cuerda (Albacete, 1947)
- Francisco Nieva (Valdepeñas, Ciudad Real, 1924)
- Florentino Fernández (Sacedón, Guadalajara, 1972)
- Pedro Piqueras (Albacete, 1955)
- Joaquín Reyes (Albacete, 1974)
- Ernesto Sevilla (Albacete, 1978)
- Julián López (El Provencio, Cuenca, 1978)
- Raúl Cimas (Albacete, 1976)

Képzőművészetek és iparművészet
- El Greco (Candía, Görögország, 1541–1614)
- José Luis Sánchez (Almansa, 1926)
- Antonio López (Tomelloso, Ciudad Real, 1936)
- Amalia Avia (Santa Cruz de la Zarza, Toledo, 1930)
- Rafael Canogar (Toledo, 1935)

Sport
- Santiago Bernabéu (Almansa, 1895–1978)
- Federico Martín Bahamontes (Santo Domingo-Caudilla, Toledo, 1928)
- Joaquín Peiró (Honrubia, Cuenca, 1936)
- Luis Ocaña (Priego, Cuenca, 1945–1994)
- Santiago Cañizares (Puertollano, Ciudad Real, 1969)
- Fernando Morientes (Cilleros, Cáceres, 1976)
- Pablo Ibáñez (Madrigueras, Albacete, 1981)
- Andrés Iniesta (Fuentealbilla, Albacete, 1984)
- Manuel "Champi" Herreros (Villarrobledo, Albacete, 1963)
- Álvaro Bautista (Talavera de la Reina, Toledo, 1984)
- José Luis González (Villaluenga de la Sagra, Toledo, 1957)
- Julio Rey de Paz (Toledo, 1972)
- Juande Ramos (Pedro Muñoz, Ciudad Real, 1954)
- Óscar Sevilla (Ossa de Montiel, Albacete, 1976)

Irodalom
- Don Quijote de la Mancha, - Miguel de Cervantes művének főhőse
- Garcilaso de la Vega (Toledo, 1501 vagy 1503–1536)
- Alfonso X el Sabio (Toledo 1221–1284)
- Antonio Buero Vallejo (Guadalajara, 1916–2000)
- Juan Ruiz, Arcipreste de Hita (¿Alcalá de Henares?, ¿1283?-¿1351?))
- Fray Luis de León (Belmonte, Cuenca, 1528–1591)
- Don Juan Manuel (Escalona, Toledo, 1282–1348)
- Fernando de Rojas (La Puebla de Montalbán, Toledo, 1470–1541)
- Bernardo de Balbuena (Valdepeñas, 1562–1627)
- Lorenzo Hervás (Horcajo de Santiago, Cuenca, 1735–1809)
- Herminio Almendros (Almansa)
- Ángel Crespo (Ciudad Real, 1926–1995)
- Francisco García Pavón (Tomelloso, Ciudal Real, 1919–1989)
- Tomás Navarro Tomás (La Roda, Albacete, 1884–1979)
- Alicia Giménez Bartlett (Almansa, 1951)
- Antonio Gala (Brazatortas, Ciudad Real, 1930)

Zene
- Luis Cobos, Campo de Criptana, Ciudad Real
- Tomás de Torrejón y Velasco, (Villarrobledo, Albacete, 1644–1728)
- Despistaos, pop-rock - Guadalajara
- The Sunday Drivers, Indie-Pop - Toledo
- Surfin' Bichos, spanyol Indie-Pop - Albacete

Politika
- Juana la Loca (Toledo, 1479–1555)
- Princesa de Éboli (Cifuentes, Guadalajara, 1540–1592)
- Baldomero Espartero (Ciudad Real, 1793–1879)
- Manuel Marín (Ciudad Real, 1949)
- José Bono (Salobre, Albacete, 1950)
- Emilio Palomo Aguado (Santa Cruz de la Zarza, Toledo, 1898-??)
- Blas Piñar (Toledo, 1918)
- Diego de Almagro (Almagro, Ciudad Real, 1475–1538)
- Mariano Roca de Togores, marqués de Molins (Albacete, 1812–1889)
- Graciano Atienza Fernández (Villarrobledo, Albacete, 1884–1935)

Vallás
- San Ildefonso (Toledo, 607-667)
- Cardenal Mendoza (Guadalajara, 1428–1495)
- Juan Bautista de la Concepción (Almodóvar del Campo, Ciudad Real, 1461–1613)
- Tomás de Villanueva (Fuenllana, Ciudad Real, 1488–1555)
- Gil Álvarez de Albornoz: (Carrascosa del Campo, Cuenca, (1310–1367)
- San Juan de Ávila (Almodóvar del Campo, Ciudad Real, 1500–1569)
- Juan de Mariana (Talavera de la Reina, Toledo, 1536–1623)
- Diego Morcillo Rubio de Auñón (Villarrobledo, Albacete, 1642–1730)

Bikaviadal
- Dámaso González (Albacete, 1947)
- Domingo Ortega (Borox, Toledo, 1906–1988)